# Scinax uruguayus
Scinax uruguayus är en groddjursart som först beskrevs av Schmidt 1944.  Scinax uruguayus ingår i släktet Scinax och familjen lövgrodor. IUCN kategoriserar arten globalt som livskraftig. Inga underarter finns listade i Catalogue of Life.